# Yardımlı
Yardımlı (ook: Yardimly) is een stad (şəhəri) in Azerbeidzjan en is de hoofdplaats van het district Yardımlı.
De stad telt 6800 inwoners (01-01-2012).